# Phalacrocorax
Phalacrocorax is een geslacht van vogels uit de familie van de aalscholvers (Phalacrocoracidae). De wetenschappelijke naam werd gepubliceerd in 1760 door Brisson. Dit geslacht telt hier elf soorten. Echter, over deze indeling is geen consensus. Op grond van moleculair-genetisch onderzoek zijn zes verschillende geslachten afgesplitst van Phalacrocorax.

## Soorten
Het geslacht bestaat uit de volgende soorten:
- Phalacrocorax capensis –  Kaapse aalscholver
- Phalacrocorax capillatus –  Japanse aalscholver
- Phalacrocorax carbo –  Aalscholver
- Phalacrocorax featherstoni  –  Chathamaalscholver
- Phalacrocorax fuscescens –  Blauwmaskeraalscholver
- Phalacrocorax fuscicollis  –  Indische aalscholver
- Phalacrocorax neglectus –  Kustaalscholver
- Phalacrocorax nigrogularis –  Arabische aalscholver
- Phalacrocorax punctatus –  Gevlekte aalscholver
- Phalacrocorax sulcirostris –  Zwarte aalscholver
- Phalacrocorax varius –  Bonte aalscholver